# Reconhecimento de firma
Reconhecimento de firma é o procedimento de atestar a autoria da assinatura constante de um documento. Geralmente é feito em cartórios pelo tabelião ou registrador.
Entre outros, conforme art. 411, I, do Código de Processo Civil, tem por efeito conferir presunção de autenticidade ao documento particular juntado aos autos de um processo a fim de instruí-lo, embora não o torne comparável ao documento público (escritura), tendo em vista este ser dotado de presunção de autenticidade, veracidade, legalidade e integralidade, não apenas de autenticidade como é o caso do documento particular com firmas reconhecidas.

## Quais os documentos necessários necessários para reconhecer firma?
- RG;
- CPF;
- Firma aberta no cartório ao qual você comparecer;
- Preencher o seu nome completo e correto, o mais parecido possível com a assinatura feita no cartório quando você abriu a sua firma.

Caso a sua assinatura tenha mudado em relação a assinatura registrada no cartório, será necessário fazer uma renovação da ficha de firma.